# Christoph Schwitzer
Christoph Schwitzer (* 14. Juni 1973 in Köln) ist ein deutscher Primatologe und Naturschützer. Sein Forschungsschwerpunkt gilt den Lemuren.

## Leben
Nach seinem Abitur am Albertus-Magnus-Gymnasium Köln im Jahr 1992 absolvierte Schwitzer von 1992 bis 1993 seinen Zivildienst im Heilig-Geist-Krankenhaus in Köln-Longerich. 1999 begann er ein Zoologie-Studium an der Universität zu Köln, wo er 1999 mit der Schrift Nahrungsaufnahmeverhalten des Schwarz-Weißen Vari (Varecia v. variegata) in Zoo-Gruppen diplomiert wurde. Nach einem anschließenden Doktoratsstudium an derselben Universität wurde er 2003 mit der Dissertation Energy intake and obesity in captive lemurs (Primates, Lemuridae) über Adipositas bei Lemuren in Zoos zum Doktor der Philosophie promoviert.
Schwitzer war Mitglied der Primatenforschungsgruppe im Kölner Zoo und verbrachte zwei Jahre in Madagaskar, wo er zwischen 2004 und 2005 eine Feldstation im Wald von Ankarafa aufbaute und ein Lemurenforschungs- und -schutzprogramm leitete. Von September 2003 bis Dezember 2005 war Schwitzer Programmkoordinator bei der Association Européenne pour l’Etude et la Conservation des Lémuriens (AEECL), ein Konsortium von europäischen Zoos beim Artenschutz für Lemuren. Seit 2007 ist er dort Geschäftsführer.
Von August 2006 bis 2014 war er Leiter der Forschungsabteilung der Bristol Zoological Society, die den Bristol Zoo und das Wild Place Project betreut. Von 2014 bis 2018 war er Naturschutzdirektor und von August 2018 bis Juli 2020 war er zoologischer Leiter sowie stellvertretender Geschäftsführer der Bristol Zoological Society. Seit Juli 2020 ist er Direktor des Dublin Zoo.
Von 2012 bis 2016 war Schwitzer Vizepräsident der International Primatological Society. Seit 2013 ist er Gastprofessor an der University of the West of England. Schwitzer ist stellvertretender Vorsitzender der IUCN Primate Specialist Group und in dieser Position Mitherausgeber des IUCN-Reports Primates in Peril, der seit dem Jahr 2000 die 25 weltweit am stärksten gefährdeten Primaten vorstellt. 2008 und 2009 war Schwitzer Co-Autor bei Russell Mittermeiers zweibändigem Werk Lemurs of Madagascar Pocket Identification Guide. 2013 war er als Co-Autor an den Kapiteln zu den Familien der Katzenmakis (Cheirogaleidae), Wieselmakis (Lepilemuridae), Gewöhnlichen Makis (Lemuridae), zu den Indriartigen (Indriidae) und zum Fingertier (Daubentoniidae) im Handbook of the Mammals of the World beteiligt.

## Dedikationsnamen
2024 wurde die Geckoart Lygodactylus schwitzeri von Madagaskar nach Christoph Schwitzer benannt.